# Beata Pawlak
Beata Pawlak (ur. 12 lutego 1957 w Kozienicach, zm. 12 października 2002 w Kuta na Bali) – polska dziennikarka i reporterka.

## Życiorys
Studiowała polonistykę na Uniwersytecie Jagiellońskim. W początkach lat 80. XX wieku była działaczką opozycji demokratycznej i redaktorką jednego z podziemnych czasopism. Od 1984 znalazła się na emigracji w Paryżu, gdzie zaczęła się jej znajomość ze środowiskami irańskich emigrantów. Po 1989 wróciła do Polski. Została reporterką „Gazety Wyborczej” gdzie pracowała w latach 1990–2000. Pisała o Polsce i świecie islamu. Według Ryszarda Kapuścińskiego: Beata pisała o islamie jak nikt inny w polskiej prasie. Mistrzowsko łączyła wiedzę z wrażliwością, pasję z odpowiedzialnością, pracowitość z niezwykłą determinacją, by objaśniać ten świat. W marcu 2002 roku wyruszyła w podróż po Azji. Z Indii przez Nepal, Tajlandię i Malezję dotarła do Indonezji. Zginęła 12 października 2002 roku w zamachu terrorystycznym na indonezyjskiej wyspie Bali. Jej prochy pochowano na cmentarzu w Milanówku.

## Książki
- Mamuty i petardy. Czyli co naprawdę cudzoziemcy myślą o Polsce i Polakach (Wydawnictwo Naukowe PWN, Warszawa 2001)
- Aniołek – powieść o rodzicach autorki z wplecionym własnym portretem, refleksje nad życiem i śmiercią (Prószyński i S-ka, Warszawa 2003)
- Piekło jest gdzie indziej – reportaże o świecie islamu: Algieria, Francja, Bośnia, Gaza, Izrael, Liban, Irak, Kurdystan, Egipt, Polska, Turcja, Ali Ağca i Jan Paweł II (Prószyński i S-ka, Warszawa 2003)

## Współautorka zbiorów reportaży
- Kraj raj (1993)
- Anna z gabinetu bajek (1999)
- Nietykalni. Reportaże roku 1999 – dwa reportaże Beaty Pawlak o Polsce (Prószyński i S-ka, Warszawa 2000)

## Upamiętnienie
Od 2003 roku przyznawana jest nagroda im. Beaty Pawlak za tekst na temat innych kultur, religii i cywilizacji opublikowany w języku polskim. Na motywach z jej życia Wojciech Tochman oparł powieść Córeńka (Znak, 2005). 